# Wolfgang Büld
Wolfgang Büld (* 4. September 1952 in Lüdenscheid) ist ein deutscher Film- und Fernsehregisseur und -autor.

## Leben
Als Schüler war Büld zwar von der zeitgenössischen Jugendkultur beeinflusst, blieb dabei allerdings eher unpolitisch und wurde, seinen Erinnerungen zufolge, aus der damals auch in seiner Heimatstadt Lüdenscheid existierenden APO wegen „bürgerlicher Tendenzen“ ausgeschlossen. Er interessierte sich mehr für Musik, Film und Mode: „1972 sah ich Rocker und beschloß, Filmregisseur zu werden.“ Dabei beeindruckte ihn an dem Film von Klaus Lemke weniger das Milieu als die Authentizität der Darstellung.
1972 ging er nach Berlin und versuchte sich in mehreren Jobs. Da er keine Lust verspürte, an der Deutschen Film- und Fernsehakademie Berlin „zu lernen, wie man den Klassenkampf ablichtet“, wechselte er 1974 nach München. Dort stellte er im Schwabinger Café Capri den Kontakt zu Lemke her. Von 1974 bis 1977 studierte er an der Hochschule für Fernsehen und Film München und drehte Musikdokumentationen wie Punk in London (1977), Reggae in a Babylon (1978) und British Rock (1979). Um die Punkbewegung zu dokumentieren, hielt er sich wiederholt in London auf. 1979 drehte er den Fernsehfilm Brennende Langeweile mit den Laiendarstellern Ian Moorse, Monika Greser und der Band The Adverts. 1980 entstand die Dokumentation Women in Rock mit Siouxsie and the Banshees, Nina Hagen, Mania D, The Slits und Liliput, einer Schweizer All-Girl-Post-Punk-Band. 1995 wurde die Dokumentation unter dem Titel Girls Bite back neu publiziert.
Büld hat Anfang der 1980er Jahre an vielen Musikdokumentationen sowie an verschiedenen deutschen Zeitgeistfilmen wie Gib Gas – Ich will Spaß und Serien wie Und tschüss! mitgewirkt. Seine wohl größten Erfolge waren Manta Manta und Go Trabi Go 2 – Das war der wilde Osten. Er ist Regisseur des Videoclips zum Lied Eisgekühlter Bommerlunder aus dem Jahr 1983 für Die Toten Hosen. Als Drehbuchautor wirkte er unter anderem im Zeitraum von 1990 bis 2007 an mehreren Episoden der Serie Ein Fall für zwei mit.
1989 zog er nach Hamburg. Mit der Darstellerin Beatrice Manowski produzierte er 1997 den Independent-Film Drop Out. 2002 drehte er in London den nach seinen Worten „ersten Film meines ureigensten Geschmacks“, die schwarze Komödie Penetration Angst. Er führt in London die eigene Filmproduktionsfirma Dark Black Films.

## Filmografie
- 1977: Nur ein kleines bißchen Liebe
- 1977: Punk in London
- 1978: Reggae in a Babylon
- 1979: Brennende Langeweile (Fernsehfilm)
- 1979: British Rock
- 1980: Women in Rock
- 1980: Punk and its After Schocks
- 1981: Zwei Stunden zu Spät
- 1982: Neonstadt
- 1983: Laß das – ich haß’ das
- 1983: Gib Gas – Ich will Spaß
- 1984: Japlan
- 1984: Schulmädchen ’84
- 1985: Berlin Now
- 1985: Der Formel Eins Film
- 1986: Rockpower Television
- 1991: Manta Manta
- 1992: Go Trabi Go 2 – Das war der wilde Osten
- 1993: I’ll Never get out of This World Alive
- 1995: Und tschüss! (Fernsehserie)
- 1996: Der Trip – Die nackte Gitarre 0,5
- 1998: Drop Out – Nippelsuse schlägt zurück
- 1999: Voll auf der Kippe (Fernsehfilm)
- 2003: Penetration Angst
- 2004: Lovesick: Sick Love
- 2006: Twisted Sisters
- 2018: Dirty White Lies
- 2021 Shelter Abraxas (als Schauspieler)